# Martlesham Heath
Martlesham Heath är en by i civil parish Martlesham, i distriktet East Suffolk, i grevskapet Suffolk, i England. Byn är belägen 9 km från Ipswich. Byn hade 2 731 invånare år 2021.